# آرثر جوزيف أونيل
آرثر جوزيف أونيل (بالإنجليزية: Arthur Joseph O'Neill)‏ هو كاهن كاثوليكي أمريكي، ولد في 14 ديسمبر 1917 في إيست دوبوك في الولايات المتحدة، وتوفي في 27 أبريل 2013 في روكفورد في الولايات المتحدة.